# Verbrannte Maar-Hellenmaar
Koordinaten: 50° 44′ 24″ N, 6° 54′ 59″ O
Das Naturschutzgebiet Verbrannte Maar-Hellenmaar liegt auf dem Gebiet der Stadt Bornheim im Rhein-Sieg-Kreis in Nordrhein-Westfalen.
Das Gebiet erstreckt sich südwestlich der Kernstadt Bornheim und nördlich von Heimerzheim, einer Ortschaft in der Gemeinde Swisttal. Östlich des Gebietes verläuft die Landesstraße L 182.

## Bedeutung
Das etwa  50,1 ha große Gebiet wurde im Jahr 1994 unter der Schlüsselnummer SU-044 unter Naturschutz gestellt. Schutzziele sind der Erhalt und die Optimierung von Feucht- und Sumpfwäldern.